# Cap vers le bonheur

Cap vers le bonheur (Ein Sommer in Kapstadt) est un téléfilm allemand réalisé par Imogen Kimmel et diffusé en 2010.

## Fiche technique
- Scénario : Stefanie Sycholt
- Durée : 91 min
- Pays :  Allemagne

## Distribution
- Rebecca Immanuel : Sophie Engel
- Teresa Weissbach : Miriam Wilde
- Ray Fearon : Gabriel Swart
- Philipp Moog : Dirk Engel
- David Berton : Raffael Engel
- Janina Fautz : Angela Engel
- Desmond Lai Lan : Charlie Moon
- Sabine Palfi : Jeannette
- Nikola Kress : Gisela
- Claire Verstraete : Manu
- Michelle Scott : Hilla
- Simone Meier : Bettina
- Leon Clingman : Agent immobilier
- Matthias Kupfer : Winston